# Seat Ibiza
Seat Ibiza ist die Handelsbezeichnung verschiedener Kleinwagen der Automarke Seat, die seit Mitte 1984 hergestellt werden. Nach dem Ende der Kooperation mit FIAT war der Ibiza das erste eigenständig gebaute Modell unter Zuhilfenahme von externen Partnern, wie Giorgio Giugiaro für das Design und Porsche für die Entwicklung der Motoren. Die Bezeichnung ist von der Baleareninsel Ibiza entlehnt, die Karosserien der Wagen hatten bisher stets Schrägheck.
Die in der zweiten und dritten Generation angebotene Stufenheck-Version und deren Kombi-Pendant wurde Cordoba genannt und lief von Anfang 1993 bis Ende 2008 vom Band.
Die fünfte Generation des Ibiza kam am 10. Juni 2017 zu den Händlern.

## Die Baureihen im Überblick

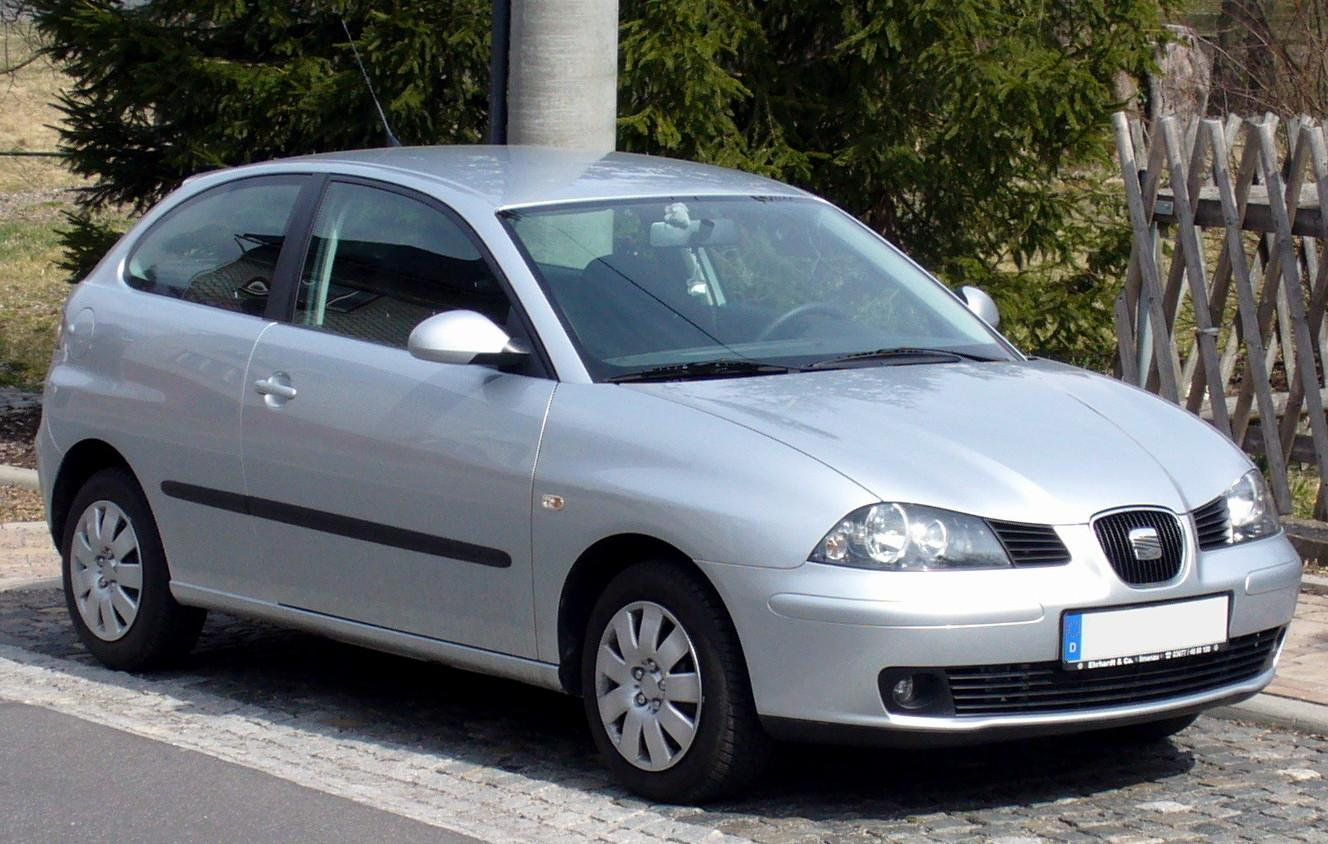
Ibiza III (6L) 2002–2006
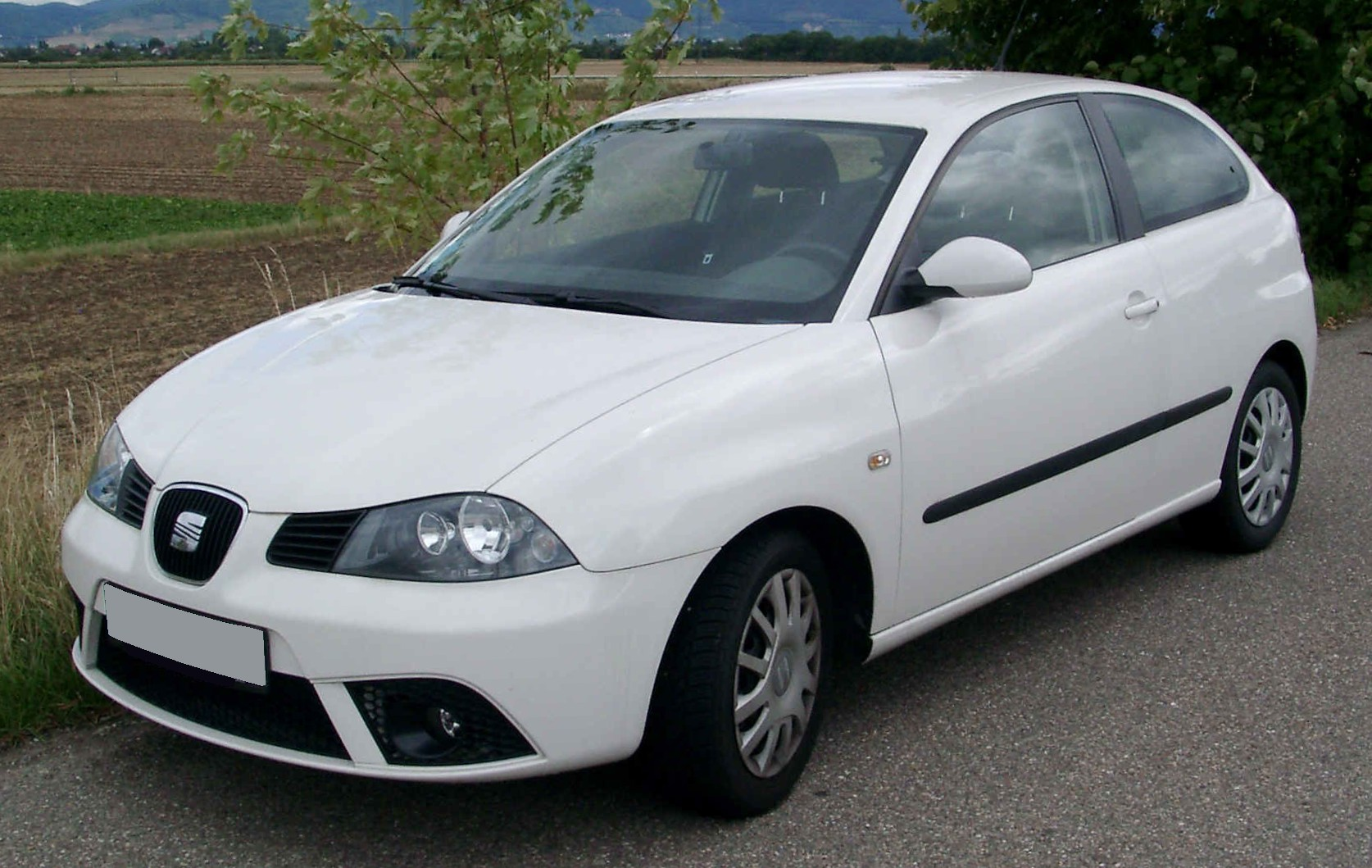
Ibiza III (6L) Facelift 2006–2008

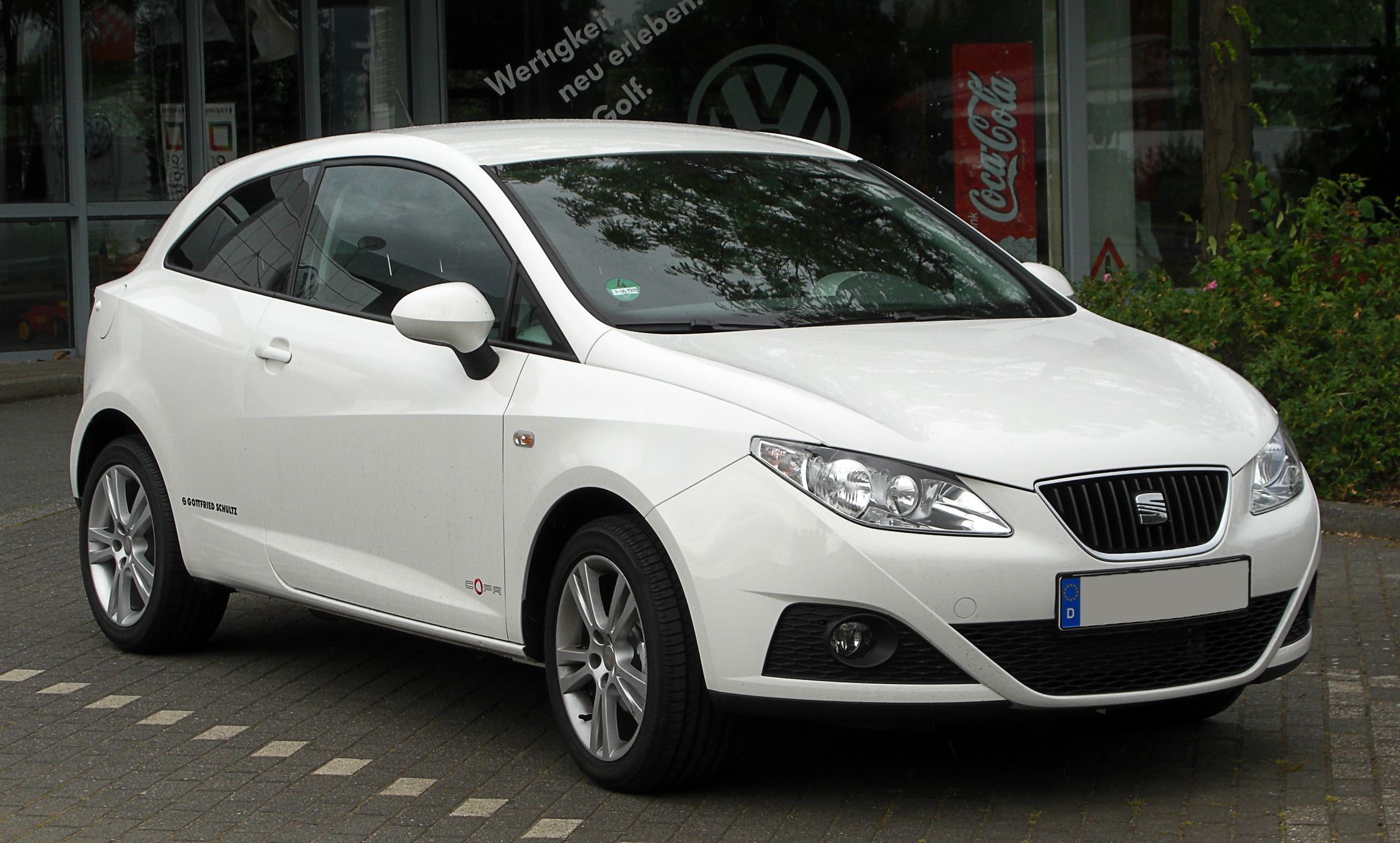
Ibiza IV (6J) 2008–2012
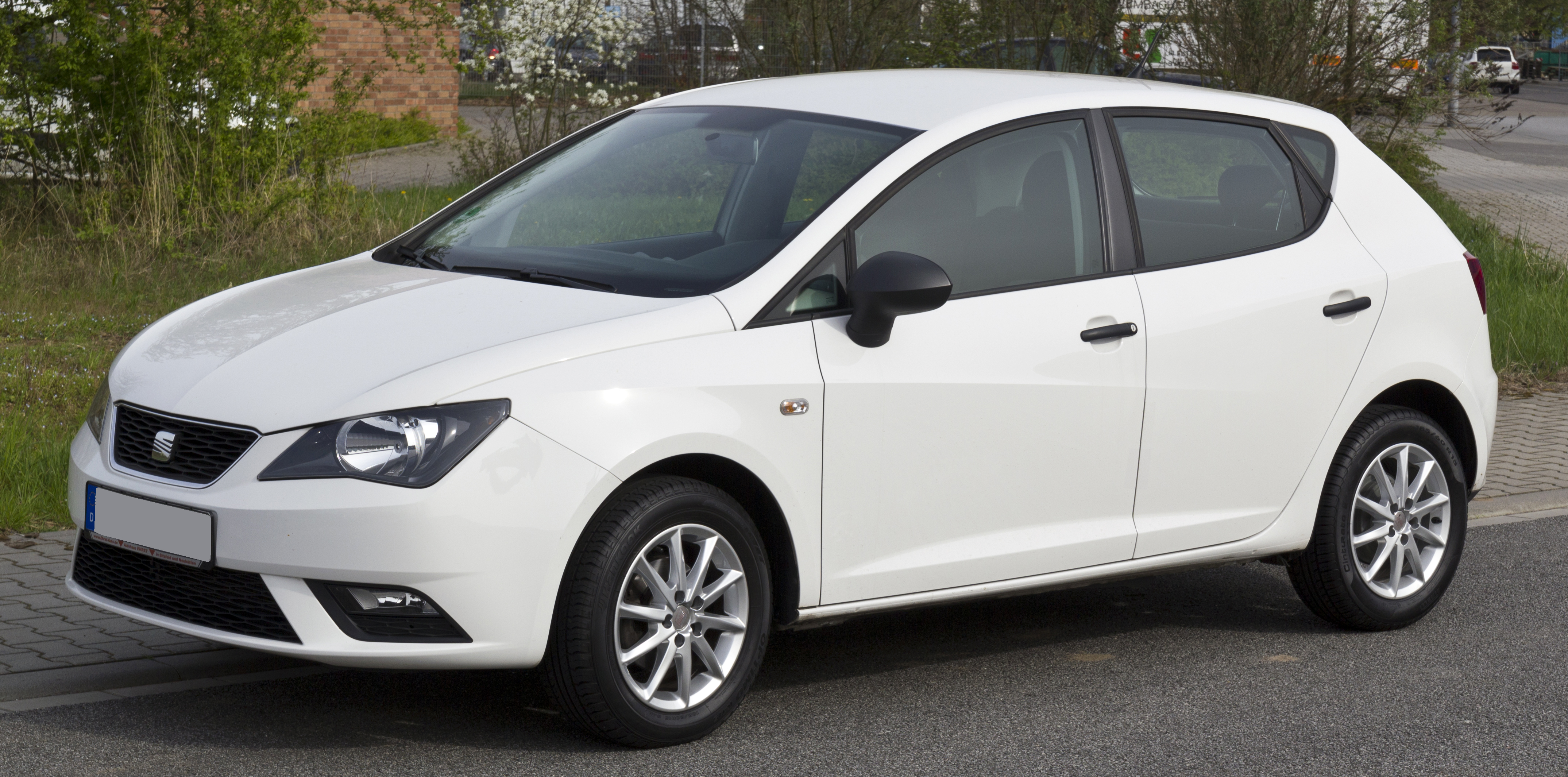
Ibiza IV (6J) Facelift 2012–2015
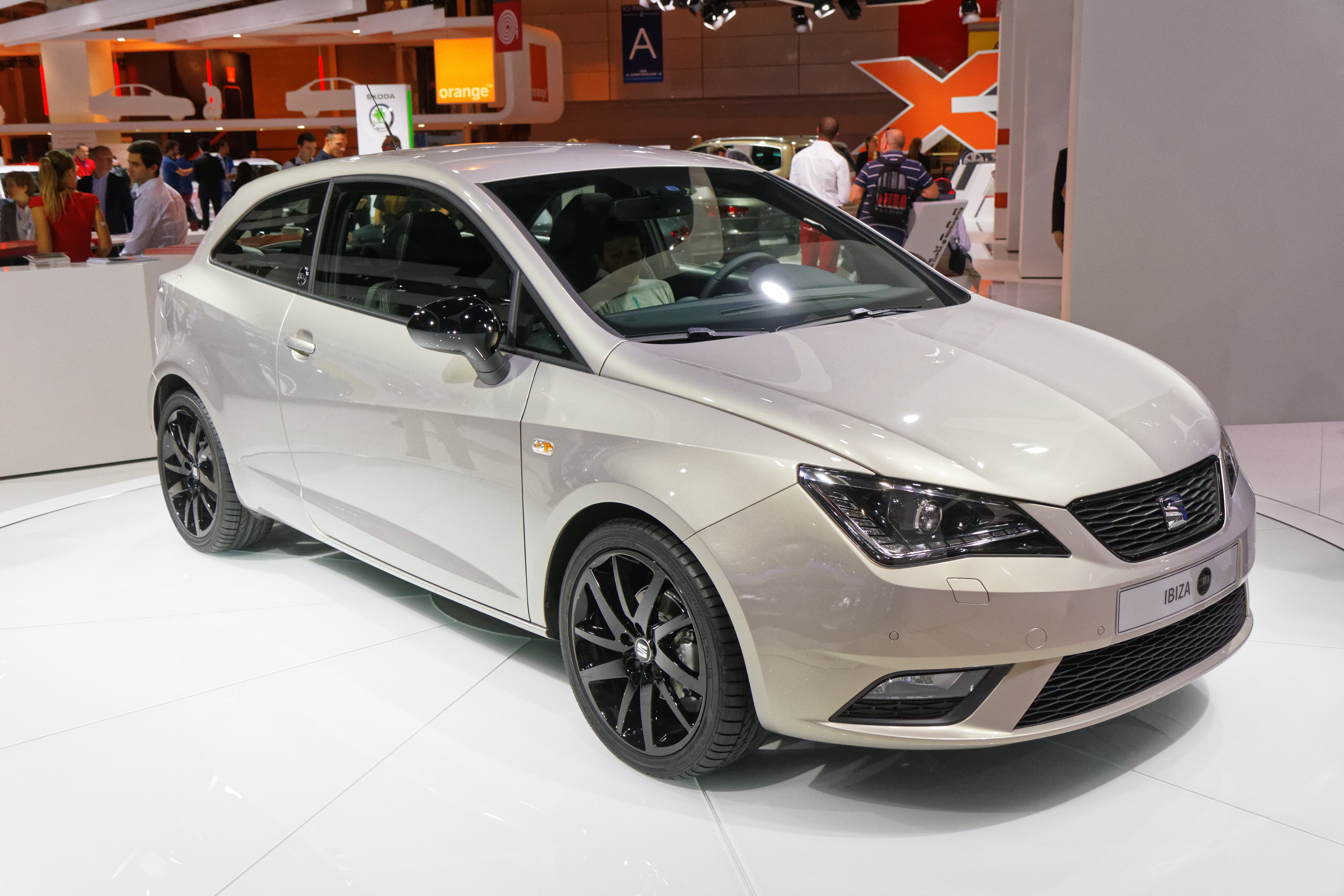
Ibiza IV (6P) 2015–2017

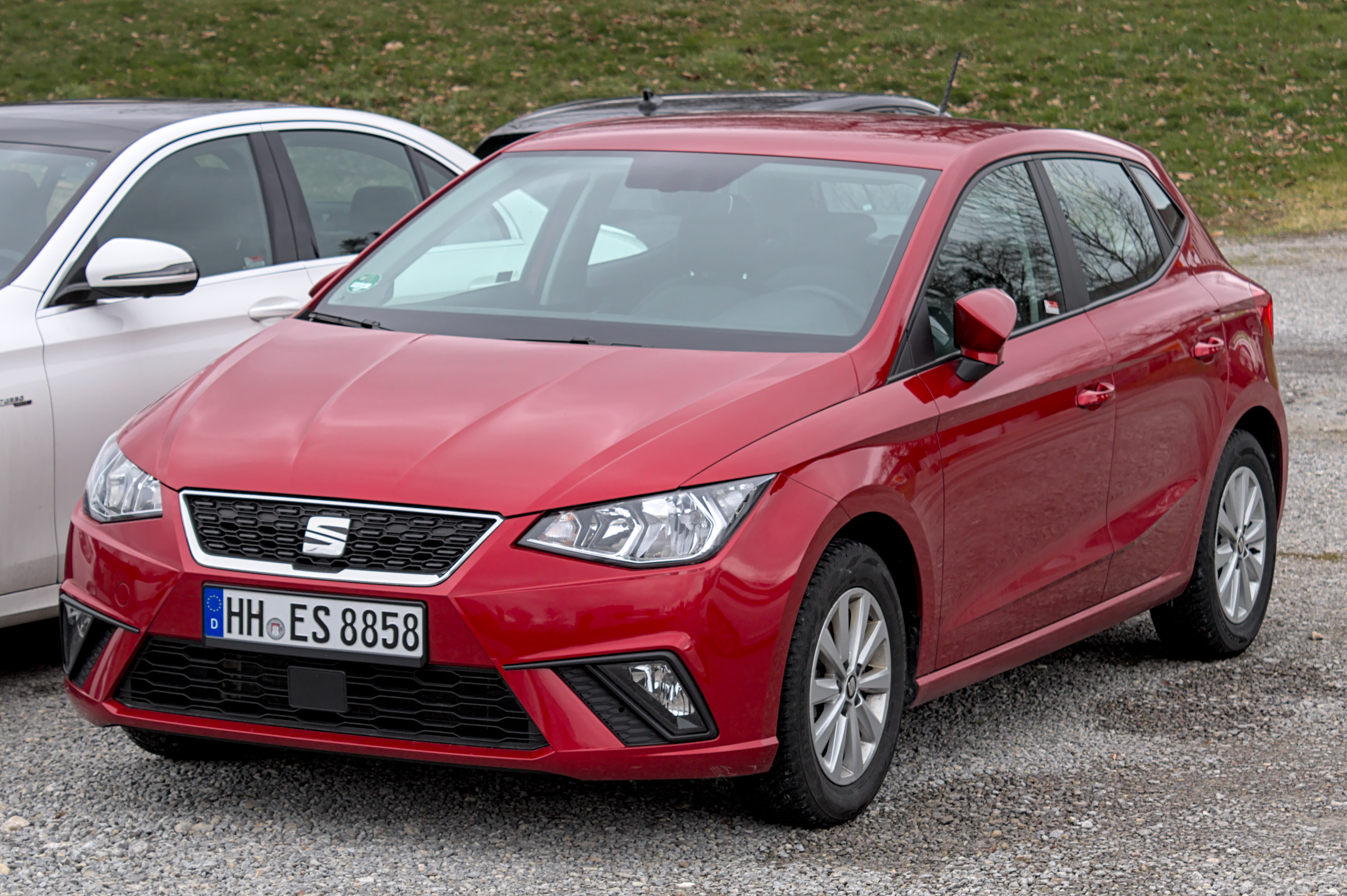
Ibiza V (6F) 2017–2021
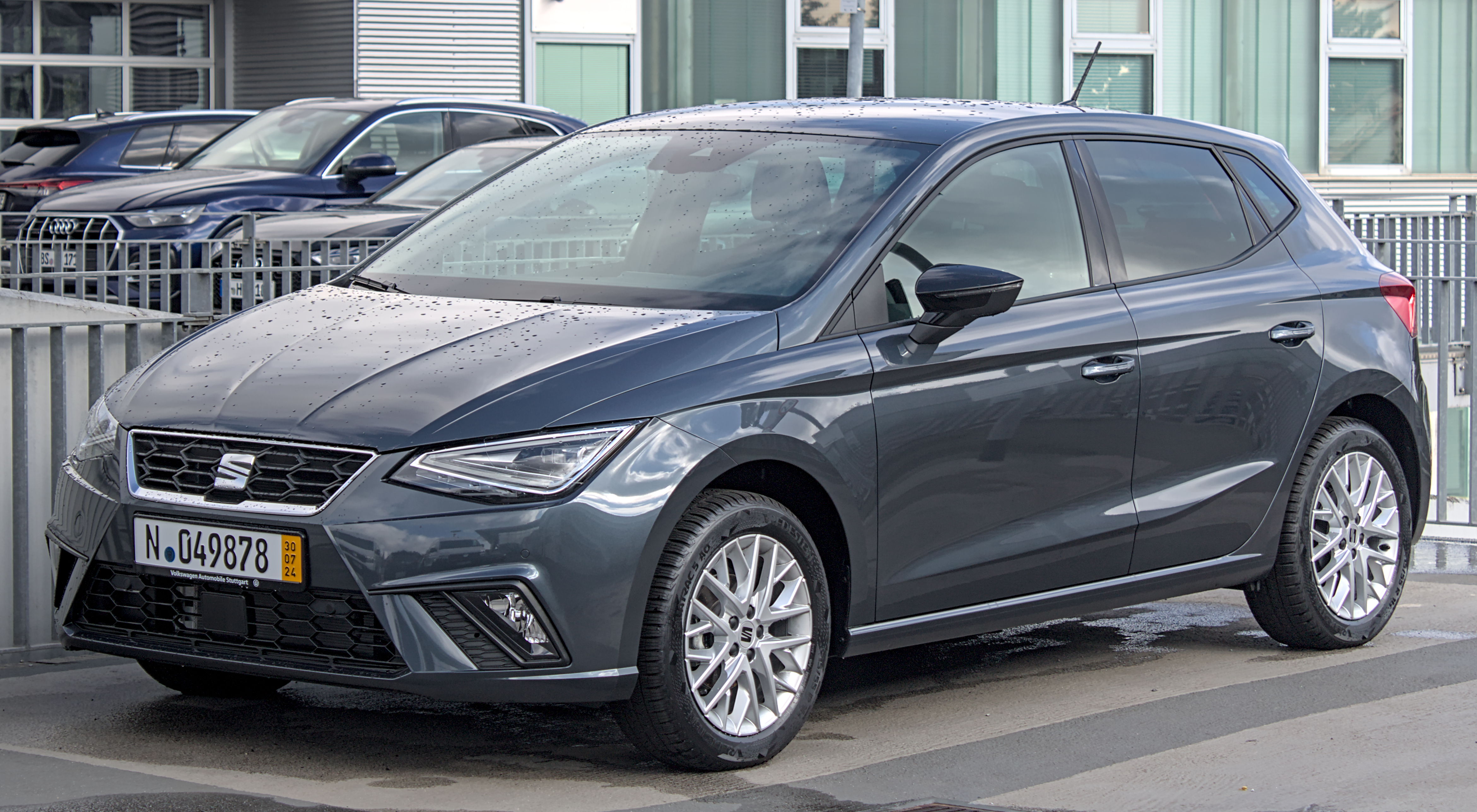
Ibiza V (6F) Facelift seit 2021

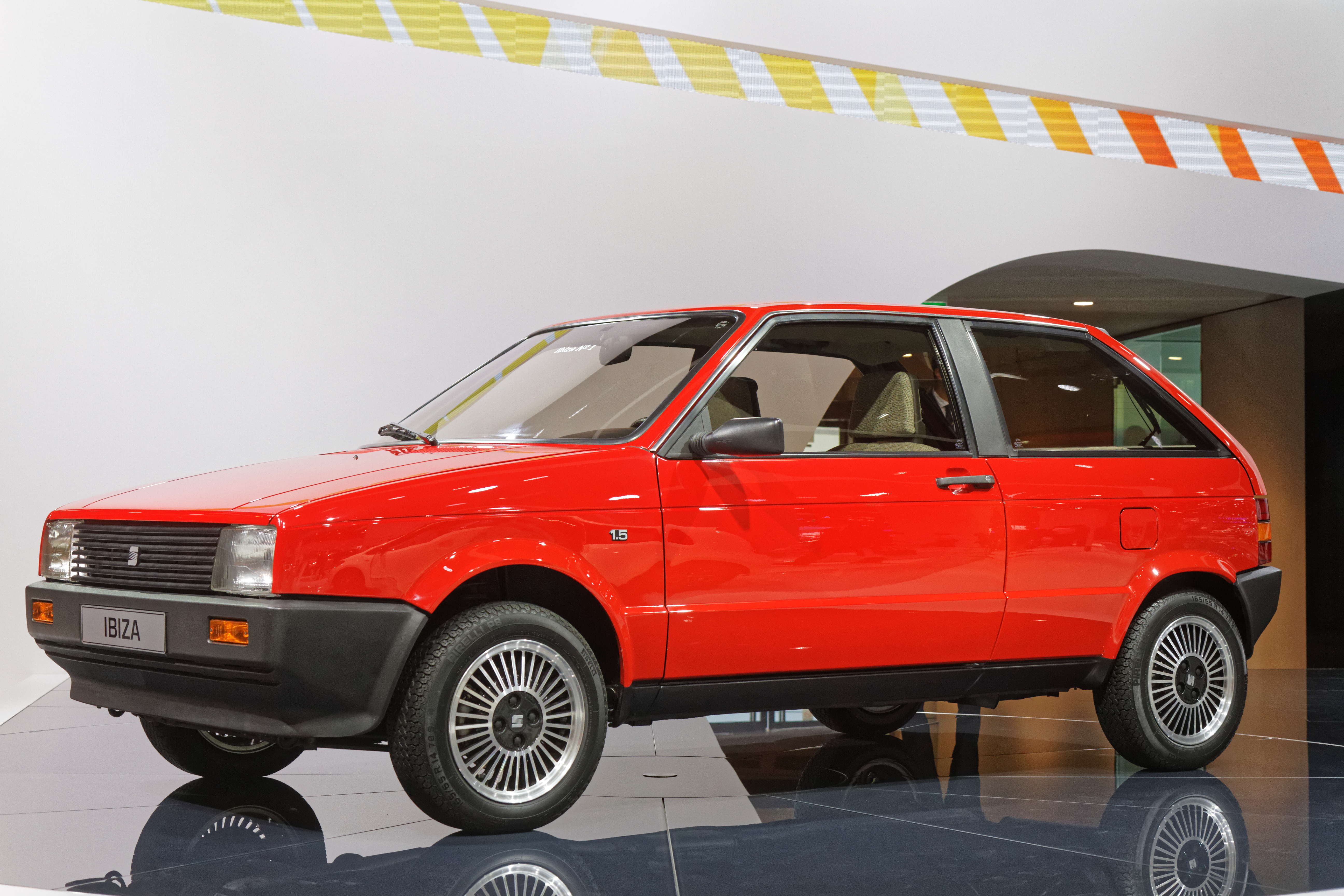
Ibiza I (Typ 021) 1984–1991
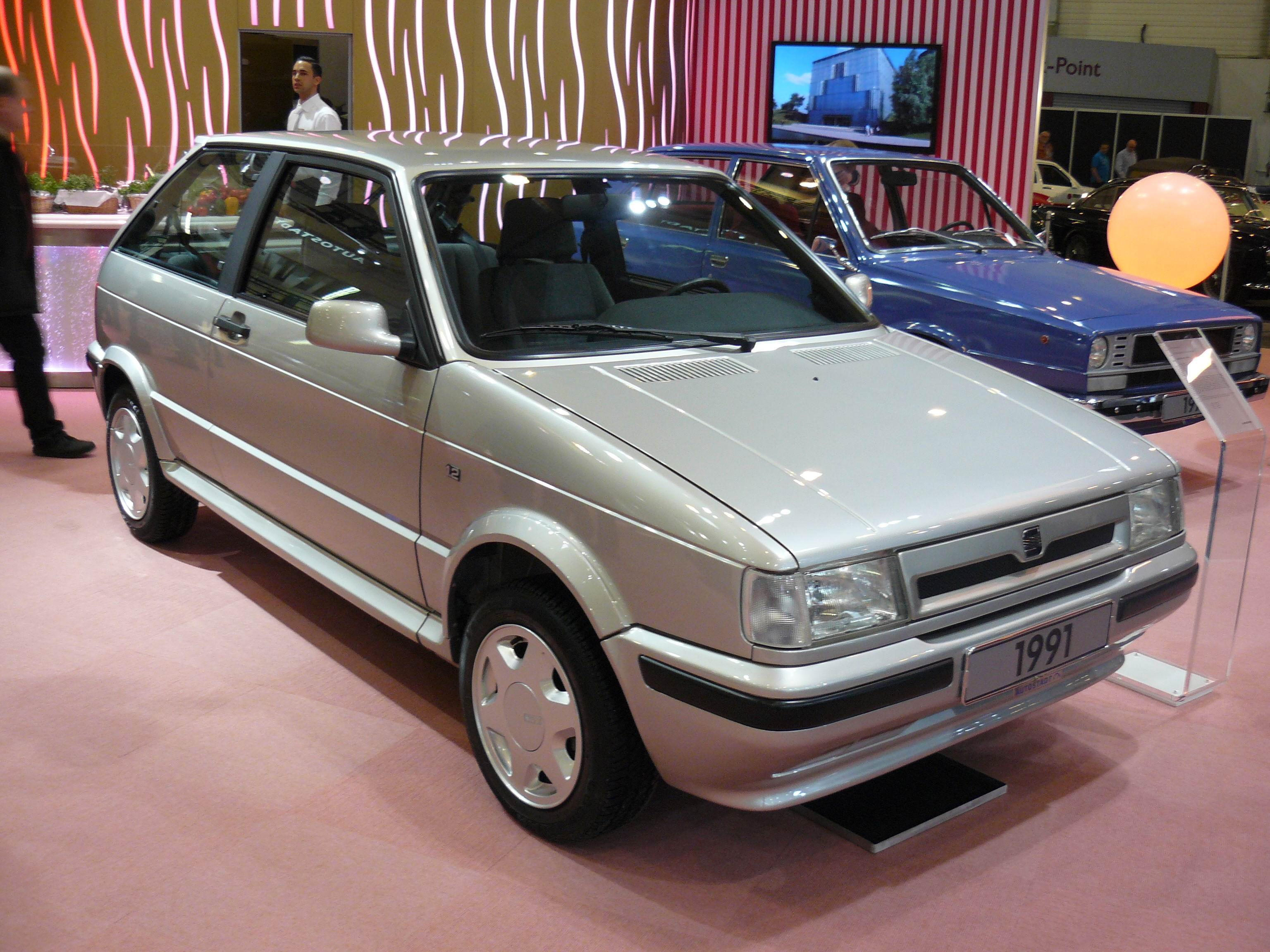
Ibiza I (Typ 021) Facelift 1991–1993

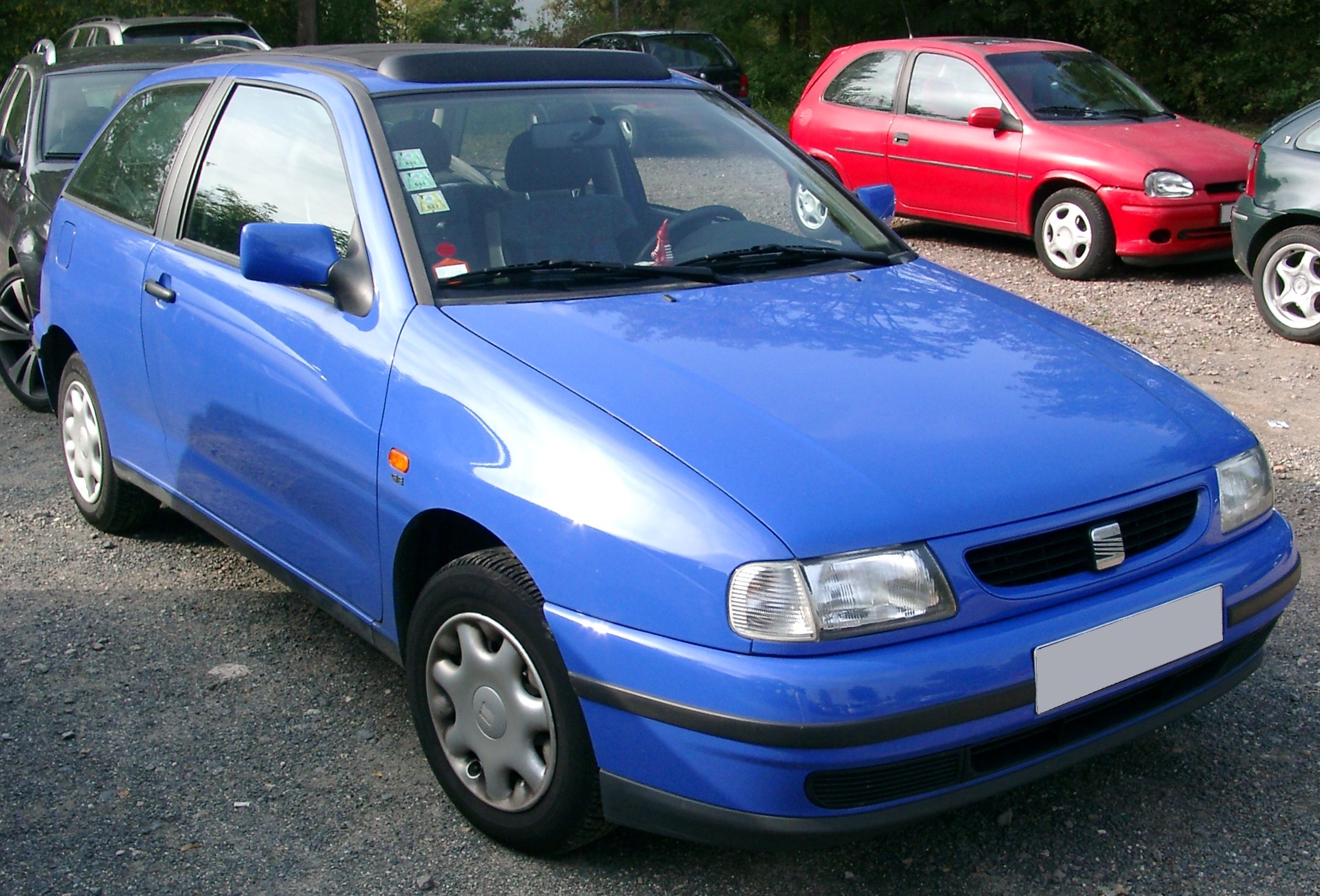
Ibiza II (6K) 1993–1999
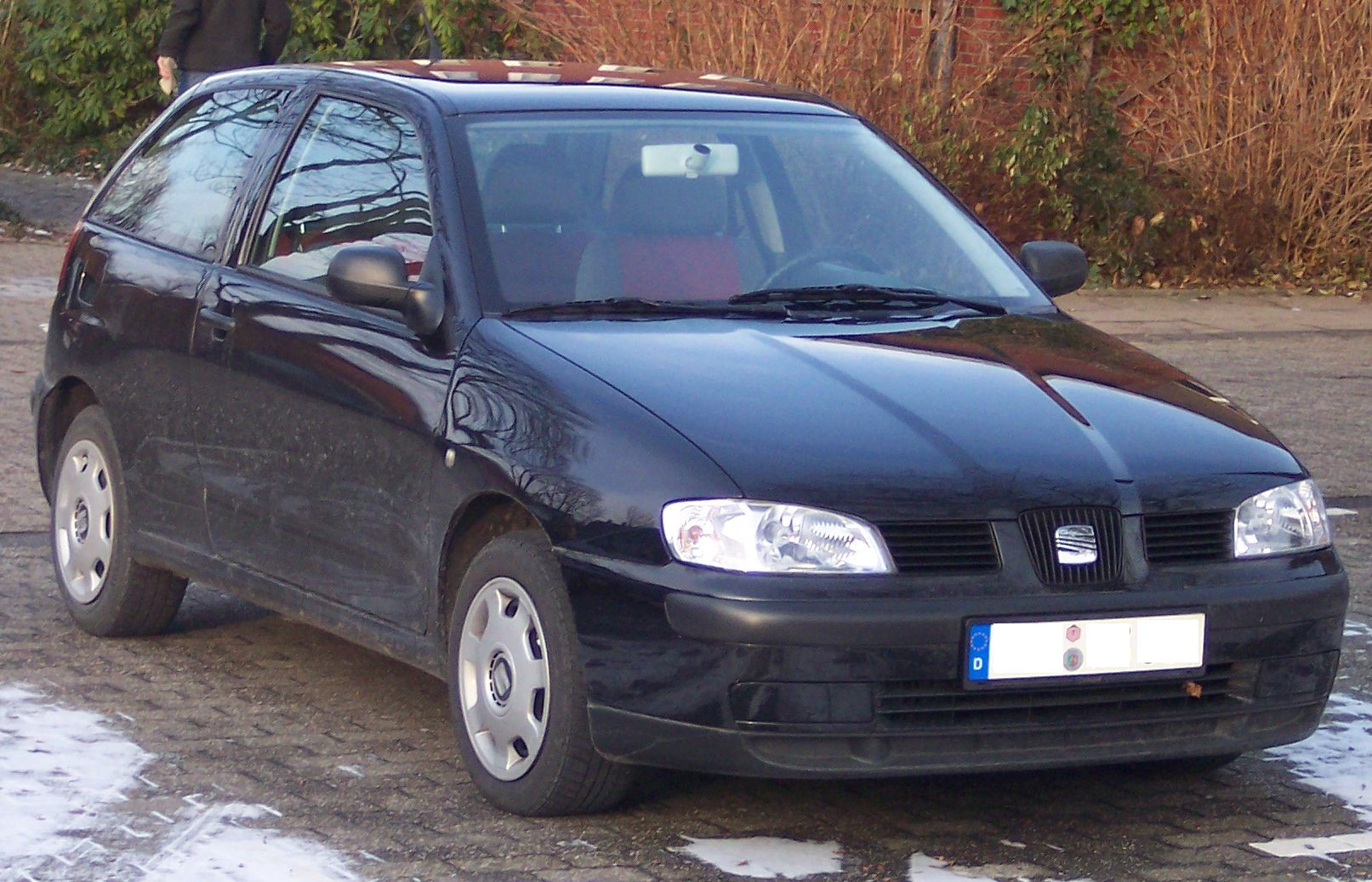
Ibiza II (6K GP01) 1999–2002

- Ibiza III (6L)
2002–2006
- Ibiza III (6L) Facelift
2006–2008

- Ibiza IV (6J)
2008–2012
- Ibiza IV (6J) Facelift
2012–2015
- Ibiza IV (6P)
2015–2017

- Ibiza V (6F)
2017–2021
- Ibiza V (6F) Facelift
seit 2021